# Xã Wilson, Quận Marion, Kansas
Xã Wilson (tiếng Anh: Wilson Township) là một xã thuộc quận Marion, tiểu bang Kansas, Hoa Kỳ. Năm 2010, dân số của xã này là 201 người.